# Daktiloskopija
Daktiloskopija (grčki: dactilo - prst + latinski: scopein - gledati) je disciplina kriminalističke tehnike, koja se bavi proučavanjem papilarnih linija, formiranih u raznim oblicima na jagodicama i člancima prstiju, dlanovima i stopalima u cilju identifikacije, dokazivanja identiteta, živih i mrtvih osoba, kao i počinitelja kaznenih djela na temelju ostavljenih tragova papilarnih linija.  
1904. godine prva daktiloskopirana osoba na desetoprstnom obrascu u Hrvatskoj je Ambroz Zlamal. Jedan od začetnika znanstvene daktiloskopije je Ivan Vučetić. 

## Tragovi otisaka papilarnih linija
Nastaju kao posljedica izlučivanja znoja kroz pore koje se nalaze na papilarnim linijama.

## Papilarne linije
Kao što i samo ime govori to su linije -crte, na jagodicama i člancima prstiju, dlanovima i stopalima, a sadržavaju anatomske karakteristike, tj. sitne detalje
- Osnovna svojstva papilarnih linija su: nepromjenjivost, individualnost, klasifikacija i prenosivost.
- Osnovni oblici papilarnih linja su: luk, oblik zamke i oblik kruga.

Kada se identifikacija lica vrši na osnovu tragova papilarnih linija, neophodno je da se identifikacija izvrši vještačenjem, koje podrazumjeva upoređivanje fiksnog traga i uzetog otiska. S obzirom na to da su papilarne linije individualne za svako lice, prema obliku svog crteža, to se pomoću individualnih obilježja na odrazu tj. tragu papilarnih linija može utvrditi da li taj trag potiče od određene osobe. Zbog toga se prilikom vještačenja ne može tvrditi da je trag papilarnih linija identičan s otiscima prstiju neke osobe, već da fiksirani trag papilarnih linija potječe od određene osobe. Ovo znači da se identifikacija vrši na osnovu teorije vjerojatnoće, odnosno mogućnosti ponavljanja obilježja na papilarnim linijama. Identifikacijska obilježja kod papilarnih linija imaju poseban naziv i poznata su kao minucija. Kod nas kod vještačenja papilarnih linija upoređivanjem traga i otisaka moraju se podudarati u 12 minucija.
U zapadnim zemljama se ne pravi razlika između otisaka i traga papilarnih linija, nego se sve što je u vezi s tim pojmom naziva otisak prsta. Vlastimir Mitrović pravi razliku između pojma otisak prsta i trag papilarnih linija. Naime u duhu našeg jezika je da izraz otisak prsta upućuje da se od neke osobe uzimaju otisci, dok trag papilarnih linija upućuje da neka osoba nesvjesno ostavlja tragove papilarnih linija na određenom predmetu. Pod otiskom se podrazumijeva namjerno otiskivanje, u ovom slučaju crteža papilarnih linija na neku podlogu npr. daktiloskopski fiš. Stoga u stručnoj kriminalistčkoj literaturi treba prihvatiti da otisak prsta uvijek označava crtež papilarnih linija dobivenim daktiloskopiranjem, a trag papilarnih linija crteže papilarnih linija koji su nastali, najčešće, nenamjernim dodirivanjem raznih površina ili predmeta.

## Vrste tragova papilarnih linija
Vrste papilarnih linija s obzirom na nastanak:
a) vidljivi tragovi papilarnih linija koji mogu biti obojeni - uočljivi i reljefni
b) nevidljivi tragovi papilarnih linija - latentni

## Vanjske poveznice
- Kriminalistička tehnika Hrvatska tehnička enciklopedija, portal hrvatske tehničke baštine. LZMK